# Kosovo
Kosovo (en albanès: Republika e Kosovës; en serbi: Република Косово, transcrit Republika Kosovo) és un estat europeu amb reconeixement limitat, situat als Balcans. Va ser una província autònoma de Iugoslàvia dins Sèrbia i proclamà la seva independència d'aquesta darrera el 17 de febrer del 2008.
Després de la declaració unilateral d'independència, més d'un centenar d'estats del món l'han reconeguda oficialment, així com la gran majoria d'estats de la Unió Europea (22 dels 27 estats membre, un 81%). Entre els països que l'han reconeguda hi ha Albània, el Regne Unit, Alemanya, França, els Països Baixos, Suïssa, Austràlia o els Estats Units. D'altres, però, s'hi oposen i no la reconeixen, com Sèrbia mateix, Rússia, Grècia, Romania, Espanya, Argentina, el Brasil o Sud-àfrica. En total, Kosovo és reconegut per 98 dels 193 (51%) estats membres de l'ONU.
El 14 de novembre de 2018 Espanya va reconèixer l'himne i la bandera kosovars.
Des de 1999 fins al 2008, després de la recent Guerra de Kosovo, va ser administrada per les Nacions Unides.
En nom de la població majoritàriament albanesa (estimada en el 92%, segons dades del 2011), es declarà la independència de la República de Kosovo el 1990, però no va ser reconeguda, excepte per Albània. El 17 de febrer de 2008, el parlament kosovar la tornà a declarar.
Kosovo s'associa històricament com la llar del nacionalisme serbi. Durant l'existència de la República Federal Socialista de Iugoslàvia, la regió formà la província autònoma socialista de Kosovo, subordinada a Sèrbia. Amb la dissolució de Iugoslàvia, Kosovo passà a formar part de la República Federal de Iugoslàvia, que després formaria l'estat de Sèrbia i Montenegro, encara més tard reduït a Sèrbia perquè Montenegro va assolir la seva independència de Sèrbia.
Malgrat la dominació política sèrbia, la població de Kosovo era majoritàriament d'origen albanès. El govern de Slobodan Milošević en la República Federal de Iugoslàvia reduí l'autonomia de Kosovo i engegà un procés per augmentar la proporció de serbis al territori. Després d'anys de tensió i enfrontaments separatistes, el 1999 esclatà la Guerra de Kosovo que enfrontà Iugoslàvia contra les tropes de l'OTAN, que donà suport als albanokosovars.
En finalitzar el conflicte bèl·lic, l'ONU hi establí una missió de pau. Encara que Kosovo restà de iure com una província autònoma sota el govern de la República de Sèrbia, la UNMIK es mantindria a càrrec de l'administració del territori, juntament amb dirigents de l'ètnia albanesa.
Després d'anys de disputes i negociacions, Kosovo declarà la independència el 17 de febrer de 2008. Molts països com els EUA i d'altres han reconegut ja la seva independència, encara que molts d'altres com Sèrbia, Espanya, Rússia, etc., s'abstenen de reconèixer-la i alguns àdhuc s'hi oposen amenaçadorament. La Unió Europea formalment no reconeix cap país i no existeix cap política de reconeixement de la independència de Kosovo; tanmateix, el Parlament Europeu sí que l'ha reconegut de manera particular.
El 22 de juliol de 2010, el Tribunal Internacional de Justícia va determinar que la declaració d'independència de Kosovo no viola cap llei internacional, ja que segons va declarar el seu president, "les declaracions d'independència no estan pas prohibides".
El 27 d'octubre de 2015 va signar un acord d'associació amb la Unió Europea per impulsar el lliure comerç amb Kosovo i per tendir cap a una eventual adhesió a la Unió Europea.
Els ministres d'interior i de migració han aprovat el 9 de març del 2023 l'exempció de visats amb Kosovo que entra en vigor l'1 de gener del 2024.

## Etimologia
L'origen de la paraula Kosovo sembla remuntar-se a la paraula d'origen eslau kos, que significa 'merla'. Aquesta teoria sembla confirmar-se amb el fet que un dels noms per a designar Kosovo Polje (lloc de la Batalla de Kosovo) és el d'Amselfeld, que significa literalment en alemany 'camp de la merla'. En català s'hesita entre Kosovo, Kosova i Kosovë.
Dins de la regió, la pronunciació i l'escriptura del nom varia considerablement entre els principals grups ètnics. Mentre els serbis prefereixen la denominació Kosovo, els albanesos utilitzen Kosova (o Kosovë, sense l'article definit). Les organitzacions internacionals han provat d'utilitzar la fórmula Kosovo/Kosova com un camí intermediari entre ambdues posicions, que sovint són considerades ofensives per l'altre grup ètnic. Tanmateix, mentre l'ús serbi s'ha assentat amb més força per la comunitat internacional, l'albanès s'utilitza per les forces d'ocupació al país.
Kosovo també inclou el territori conegut com a Metòkhia, que deriva de la paraula grega μετόχια (metohiia) que significa 'terra posseïda per l'Església'. Històricament, els monestirs de l'Església ortodoxa sèrbia foren localitzats principalment en aquesta regió. El nom, en general, és preferit pels serbokosovars mentre que els albanokosovars el denominen Rrafsh i Dukagjinit ('altiplà del duc Gjin', en honor d'un antic noble albanès). Durant el govern serbi, la zona es denominava oficialment Kosovo i Metohiia, encara que era freqüent usar la contracció Kosmet.

## Geografia física

Geografia de Kosovo

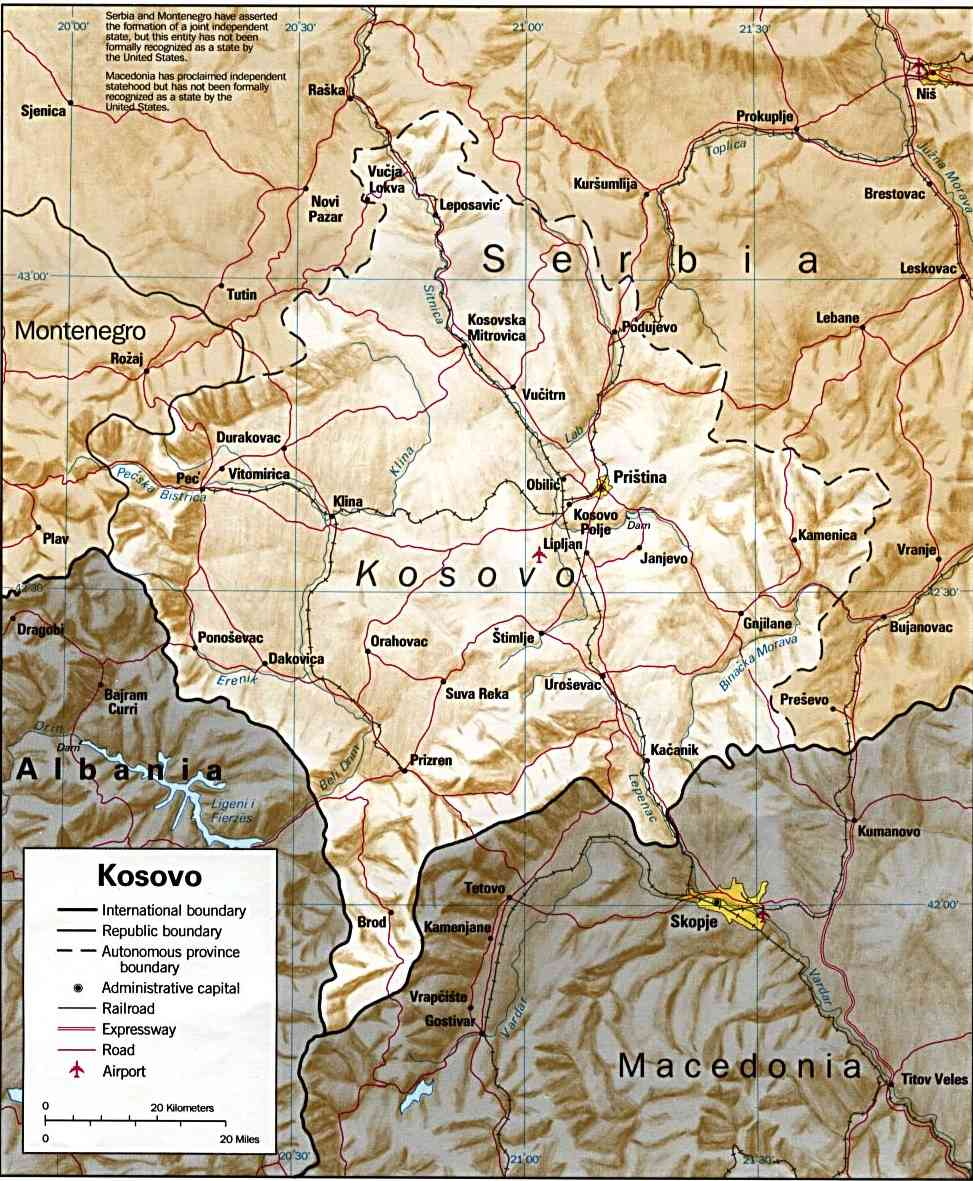
Mapa de Kosovo

Amb una extensió de 10.887 km² i una població de més de 2 milions d'habitants abans de la crisi de 1999, Kosovo limita al nord-oest amb Montenegro, al nord i a l'est amb la resta de Sèrbia (l'anomenada Sèrbia estricta), al sud amb Macedònia del Nord i al sud-oest amb Albània.
Les ciutats principals en són Pristina, la capital, amb una població estimada el 2011 de 198.214 habitants, i Prizreni, al sud-oest, amb 178.112. Cinc ciutats més passen dels 108.690 habitants: Ferizaj (o Uroševac), 94.158 Gjakova (o Đakovica), 95.723 Pejë (o Peć), 90.015 Gnjilane i 71.601 Mitrovica.
Regions: Metòkhia (pronunciat en català: metohiya), anomenada Rrafshi i Dukagjinit ('altiplà Dukagjin') pels albanesos, és una gran conca a l'oest de la província. La regió inclou els pobles d'Istog, Pejë, Deçani, Gjakova, Rahoveci i Prizreni. La segona gran regió n'és Kosovo, una conca al voltant del riu Sitnica que conté les ciutats de Ferizaj, Pristina, Vučitrn i Mitrovica. Kosovo Polje ('Camp de les merles') és la vall on tingué lloc la batalla de Kosovo Polje. Quan el govern socialista canvià, el 1968, el nom de la província a Kosovo, impulsaren també Kosovo Polje per anomenar la regió sencera. Part de Kosovo, al llarg del riu Lab, que conté la ciutat de Podujevo, és anomenada Malo Kosovo (literalment 'Petita Kosovo'). Just entre Metohiia i Kosovo es troba Drenica (pronunciació: Drenitza), amb les ciutats de Srbica, Klina i Mališevo. Al voltant del riu Binačka Morava es troba Binačko Pomoravlje. Al sud de la província, al llarg de la frontera amb Macedònia del Nord, s'alineen Gora, Sredačka Župa i Sirinićka Župa.

## Política, govern i estatus internacional

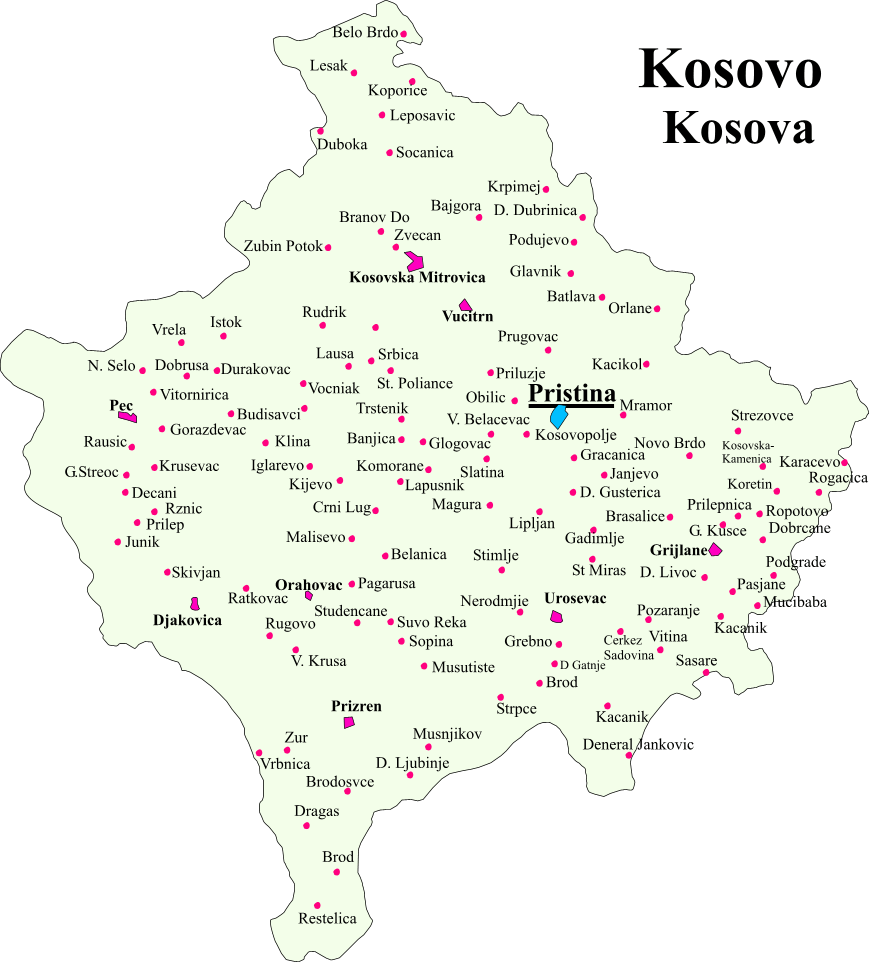
Localitats de Kosovo

### Administració de l'ONU
Durant els darrers anys el seu estat, com la resta de regions de l'antiga República Federal de Iugoslàvia, és anòmal: encara que, formalment, és una província de la República de Sèrbia, l'administració és conduïda per l'ONU sense la participació del govern serbi sota la resolució del Consell de Seguretat 1244 del 10 de juny del 1999. Aquesta resolució reafirmà el respecte de tots els estats membres a la sobirania i integritat territorial de la República Federal de Iugoslàvia.

### Estructura actual
El govern actual de la província és dut a terme per la Missió de Nacions Unides al Kosovo (UNMIK). La UNMIK ha format provisionalment l'assemblea, el govern i l'oficina del president, que són cossos legislatius i òrgans executius en el control de la UNMIK; la seguretat, justícia i afers exteriors són encara sota control total de la UNMIK. El parlament fou elegit el novembre de 2001 i Ibrahim Rugova en fou elegit president el març de 2002. Aquest morí abans de finalitzar-ne el mandat. La seu de l'assemblea, el govern i el president és a Priština.
El parlament establí, amb l'aprovació de la UNMIK, un marc constitucional, el codi de duana i dos codis penals.
La UNMIK expedeix documents de viatges que serveixen de passaport, carnets d'identitat i matrícules per a automòbils, que són vàlids només en països que els acceptin com a tal. El sistema postal de Kosovo és també utilitzable només en països que l'accepten com a tal (les cartes dirigides només a Kosovo, o a Sèrbia i Montenegro tenen possibilitat de no arribar si s'utilitza la denominació de Iugoslàvia).
La UNMIK també creà la policia (Servei de policia de Kosovo), i reorganitzà els ferrocarrils. La KFOR (Kosovo Force) controlava l'espai aeri de la província. La UNMIK empra la bandera de l'ONU.
La UNMIK proclamà una discriminació positiva a l'Assemblea de Kosovo. Dels 120 escons, 10 són reservats per a serbis i 10 per a altres minories no albaneses, mentre que els restants 100 escons són escollits per votació directa.
L'estatus anòmal de Kosovo és el resultat de la Guerra de Kosovo (març a juny de 1999), en el transcurs de la qual es produïren atacs aeris contra les forces armades de la República Federal Iugoslava i la infraestructura civil, pels exèrcits de l'Organització del Tractat de l'Atlàntic Nord (OTAN) sense l'aprovació de l'ONU, que forçà la signatura de l'acord Kumanovo, que assegurà la retirada de militars i l'ocupació de la província per una força conduïda per l'OTAN (KFOR), incloent-hi també tropes russes (que no hi presten servei des de juliol de 2003).
Des de 1998, les forces iugoslaves lluitaven durament contra l'Exèrcit d'Alliberament de Kosovo (UCK), temps durant el qual, intencionadament, segons l'OTAN, mataren diversos civils albanesos, violentaren o temporalment els expulsaren de la província, i l'OTAN començà atacs aeris per aturar-ho.
Tant l'OTAN com l'ONU continuen reconeixent formalment Kosovo com a part de Sèrbia, encara que no permeten que Sèrbia n'exerceixi la sobirania, com des de 1999 la major part de la població sèrbia ha estat expulsada per extremistes albanesos. D'altra banda, Sèrbia ha negat en repetides ocasions la possibilitat de reconèixer la independència de Kosovo, i que aquesta violaria la llei internacional (els principis d'integritat territorial i no-interferència en assumptes interns). El resultat més probable és l'aprovació de la independència, cosa que provocaria la fugida de la majoria dels kosovars d'origen serbi que resten a la zona.
El 7 d'octubre de 2005 l'ONU recomanà al Consell de Seguretat la iniciació de converses per arribar a un acord sobre l'estatut definitiu per a la regió, segons l'informe elaborat per l'enviat especial de Kofi Annan.
El 26 de gener de 2007 Martti Ahtisaari, enviat especial de l'ONU per a Kosovo, va donar a conèixer els detalls de la seva proposta per a un estatus definitiu de la província. Aquesta, tot i no parlar directament d'independència, establia un important grau d'autonomia. Aquest esborrany de treball va portar a un procés de negociacions que va acabar amb el trencament de converses i la declaració d'independència del Parlament Kosovar el 17 de febrer del 2008.
Els punts principals del document d'Ahtisaari estableixen el desplegament indefinit de forces internacionals que garanteixin la seguretat, la tutela política de la Unió Europea mitjançant un representant, la potestat que Kosovo signi acords i demani l'ingrés a organismes internacionals, la formació d'una força militar de 2.500 soldats amb armament lleuger, la creació de set municipis serbis amb una àmplia autonomia i fixar mesures per a la protecció de l'herència històrica i cultural sèrbia.
El desembre de 2007, la Unió Europea va decidir enviar una "missió estabilitzadora" a la regió de Kosovo, coneguda com a EULEX. Es va encomanar a l'encarregat de la política exterior de la Unió, Javier Solana, que preparés el traspàs de la missió de l'ONU a Kosovo a mans europees. La missió, sense data definitiva per a l'inici, enviaria a Kosovo 1.400 policies i 400 persones més. S'esperava acabar la missió a la fi de 2008.

### Organització territorial
La parcialment reconeguda República de Kosovo està dividida en 7 districtes, subdividits en 30 comuns. Hi ha 3 comuns septentrionals (Leposavić, Zvečan i Zubin Potok), poblats principalment pels serbis. Les autoritats de Kosovo no tenen cap control d'aquests comuns, però al mateix temps la capital de facto dels serbis kosovars és la part nord de la ciutat de Mitrovica, on, amb l'objectiu de la integració dels districtes serbis en el territori de Kosovo, en un futur està planejada la creació d'una municipalitat independent anomenada Mitrovica Septentrional.
| Nom (albanès / serbi)                    | Mapa      | Capital   | Municipalitats                                                          |
| Gjakovë Gjakovë / Đakovica               | Gjakovë   | Gjakovë   | - Gjakovë - Deçani - Rahoveci                                           |
| Gjilani Gjilani / Gnjilane               | Gnjilane  | Gjilani   | - Gjilani - Dardana - Vitia                                             |
| Mitrovica Mitrovica / Kosovska Mitrovica | Mitrovica | Mitrovica | - Mitrovica - Albaniku - Skënderaj - Vushtrria - Zubin Potoku - Zveçani |
| Pejë Pejë / Peć                          | Pejë      | Pejë      | - Pejë - Burimi - Klina                                                 |

| Nom (albanès / serbi)         | Mapa     | Capital  | Municipalitats                                                                  |
| Pristina Prishtinë / Priština | Pristina | Pristina | - Pristina - Drenasi - Fushë Kosova - Lipjani - Novobërda - Kastrioti - Besiana |
| Prizreni Prizreni / Prizren   | Prizreni | Prizreni | - Dragash - Theranda                                                            |
| Ferizaj Ferizaj / Uroševac    | Ferizaj  | Ferizaj  | - Ferizaj - Shtimja - Kaçaniku - Shtërpca                                       |

## Economia
La UNMIK establí l'euro com a moneda oficial de Kosovo; això no obstant, el dinar serbi resta com a diner oficial en els enclavaments serbis de Kosovo. El pressupost anual de l'administració de Kosovo de la UNMIK es calcula en euros i tots els bancs comercials usen l'euro com a moneda principal. Entre altres divises internacionals, el franc suís i el dòlar són les més emprades. La regió té poca indústria, i una mineria obsoleta, el camp és gairebé abandonat i roman sense energia elèctrica la meitat de les hores del dia. El 27,5% dels seus ciutadans estan en l'atur.

## Demografia
La població està formada majoritàriament per albanesos (estimada en 80% abans del conflicte internacional de 1999), tot i que ara mateix ha augmentat a causa de l'èxode de serbis i altres minories no albaneses.
Estimació de 2002 de l'ONU. Població total entre 1,7 i 2,3 milions.
- 88% albanesos kosovars (1.996.000 – 2.072.000).
- 8% serbis (60.000 – 90.000).
- 2% goranis (41.000 – 57.000).
- 1,5% aromanesos (també vlax o macedorumans)(34.000 – 38.000).
- 0,5% turcs (17.000 – 19.000).

segons la seva religió:
- 92% musulmans
- 7% serbis ortodoxos
- 1% catòlics

## Història

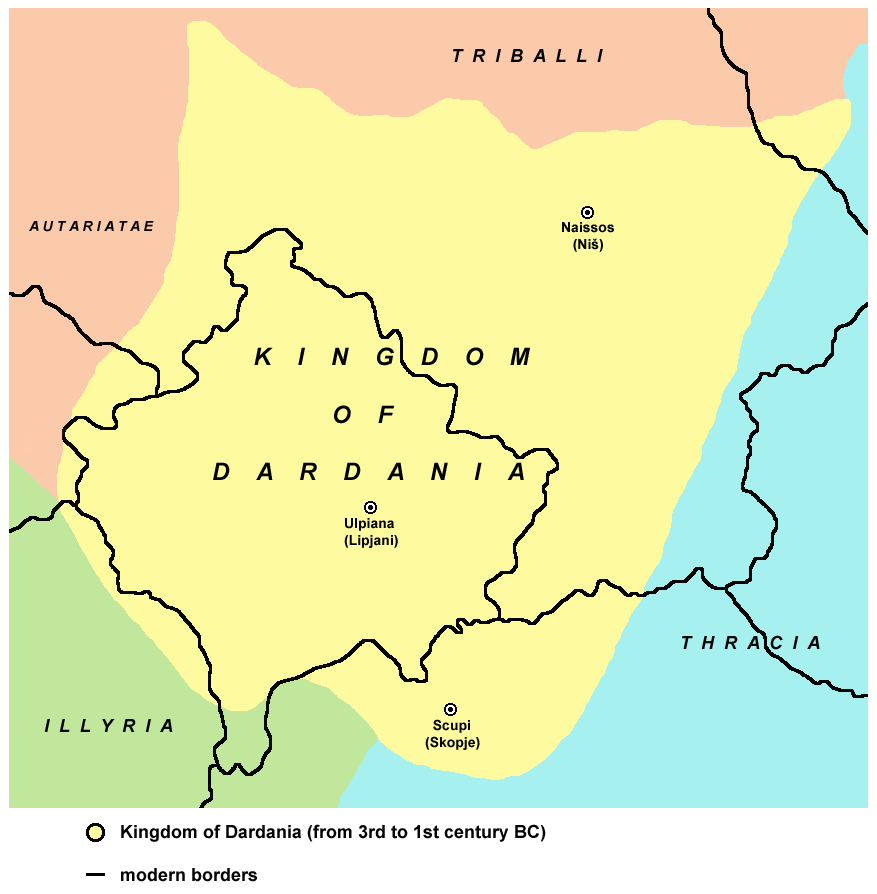
El Regne dels dàrdans comparat amb les fronteres actuals.

Bandera dels antics iugoslaus (després serbis) de llengua albanesa.

El territori de l'actual Kosovo coincideix més o menys amb la Dardània, el territori dels dàrdans, a la zona de contacte entre tracis i il·liris. Els romans van conquerir la zona el 160 aC, i el 59 aC fou incorporada a la província d'Il·líria (Illyricum). L'any 87 va romandre dins la província de Mèsia Superior.
Va romandre romana i després romana d'Orient, però a l'inici del segle vii s'hi van començar a instal·lar els eslaus, que es van fusionar amb els indígenes. Poc després del 850 la zona va passar a Bulgària. Al segle x, va canviar de mans entre diversos bàndols serbis, romans d'Orient i búlgars, i el 1018 va quedar en mans romanes d'Orient, formant part del nou thema de Bulgària. Al principat serbi de Ràscia, Esteve Nemanja va derrotar els romans d'Orient el 1168 i va incorporar la regió al seu estat; el nom de Kosova fou donat a tota la plana. L'arquebisbat serbi fou traslladat a Pec i els governants oscil·laven entre Prizren i Skopje. Va romandre dins Sèrbia, però a la mort d'Esteve Dusham (1355), sota el seu fill Urosh V (1355-1371), l'imperi es va començar a fragmentar i van aparèixer els otomans. Kosovo va quedar en mans de la dinastia Brankovitx (Branković), que per si sola no podia oferir resistència eficaç als turcs.
La gran victòria otomana sobre els serbis es va produir en la batalla de Kosovo Polje, segons les fonts occidentals i sèrbies el 15 de juny de 1389, i segons les otomanes el 27 d'agost d'aquell any. Els serbis tenien el suport dels albanesos i bosnians (amb el rei Tvrtko I), i anaven sota la direcció del tsar Lazar Hrebeljanović (Lazar Gresljanović). El turcs tenien com a cap Murat I amb els seus fills Baiazet de Kutahya i Yakub de Karasi, i els contingents dels vassalls emirs de Sarukhan, Mentese, Hamid i Aydın. A la matinada del dia de la batalla, un noble serbi, Milosh Kobilič, va entrar al campament otomà fent-se passar per desertor, i va matar Murat, però el fill Baiazet va agafar el comandament. La victòria otomana fou clara. Lazar fou fet presoner i executat. Però la mort de Murat i la retirada dels turcs després de la batalla va fer córrer per Europa el rumor d'una gran victòria sèrbia. No obstant això, els serbis van esdevenir vassalls dels sultans. Esteve Lazarević, fill i successor de Lazar, va haver de pagar tribut i aportar un exèrcit al servei dels turcs, i una germana es va casar amb el soldà per segellar la pau. Baiazet I va nomenar Yigit Pasha udhbegi d'Uskub (Skopje) i de la part meridional de Kosovo, regió que fou en endavant colonitzada per turcs de Nenemen i per tàtars d'Anatòlia.
La Segona Batalla de Kosovo succeí del 17 al 19 d'octubre de 1448. Un exèrcit hongarès comandat per Joan Hunyadi, amb arcabussers valacs i bohemis alemanys, va xocar amb un exèrcit otomà comandat per Murat II. El combat estava indecís, però finalment la traïció dels valacs i la fugida del rei d'Hongria van decantar la victòria cap als turcs. Ja sota el soldà Mehmet I (successor de Murat II), la part septentrional de Kosovo fou annexionada i al segle xvi es va establir un sandjak (anomenat Kosowa) amb capital a Vućitru, part de l'eyalat de Rumèlia. El 1659/1660, Ewliya Celebi va visitar Vućitru i va constatar que la població era turca i albanesa, i eren unes dues mil famílies (màxim 15.000 habitants).
El 1688, un exèrcit austríac comandat per Piccolomini va envair la regió, però en fou expulsat al cap d'uns mesos (1689) per Kodja Khalil Pasha i el kan de Crimea Selim I Giray.
Kosovo es va veure implicada en els intents de govern local autònom dels Bushatli de Shkodër, amb Mehmed Pasha revoltat vers 1750 i mort el 14 de juliol de 1775, a qui va succeir el seu fill gran Mustafa, però el 1776 va agafar el poder el seu germà Mahmud, conegut per Kara Mahmud Pasha, que va morir en combat contra Montenegro el 22 de setembre de 1796. Li succeí Ibrahim, que va governar fins a la seva mort el 1810, quan va pujar al poder Mustafa Pasha, nomenat el 3 de maig de 1812. El març de 1827 va atacar al governador de Pec, i va esclatar un conflicte quan hi van intervenir diversos governants de la zona. El 1828, els russos van atacar Turquia i quan s'acostaven a Constantinoble el soldà va demanar a Mustafa l'enviament de tropes i li va cedir Elbasan, Debar i Dukadjin (a més de Shkodër), però el príncep serbi Milos va subornar els caps tribals i el reclutament fou menor de l'esperat; el príncep va convèncer Mustafa que les reformes otomanes anaven contra la seva autonomia; d'altra banda, els russos li van prometre la creació d'una monarquia albanesa sota la seva direcció si els ajudava; finalment, l'exèrcit que Mustafa va enviar, previst de 60.000 soldats, fou només de dos o tres mil, amb què va establir el seu domini a Metohija (Kosovo) i va avançar cap a Rumèlia (turcs i russos suposaven que anava en ajut seu), però alguns errors en la direcció van permetre al paixà de Rumèlia enfrontar aquestes forces i derrotar-les en la Batalla de Babune i rodejar Mustafa al castell de Rosafa. Llavors, es va signar el tractat d'Adrianòpolis (1829), molt desfavorable per als otomans.

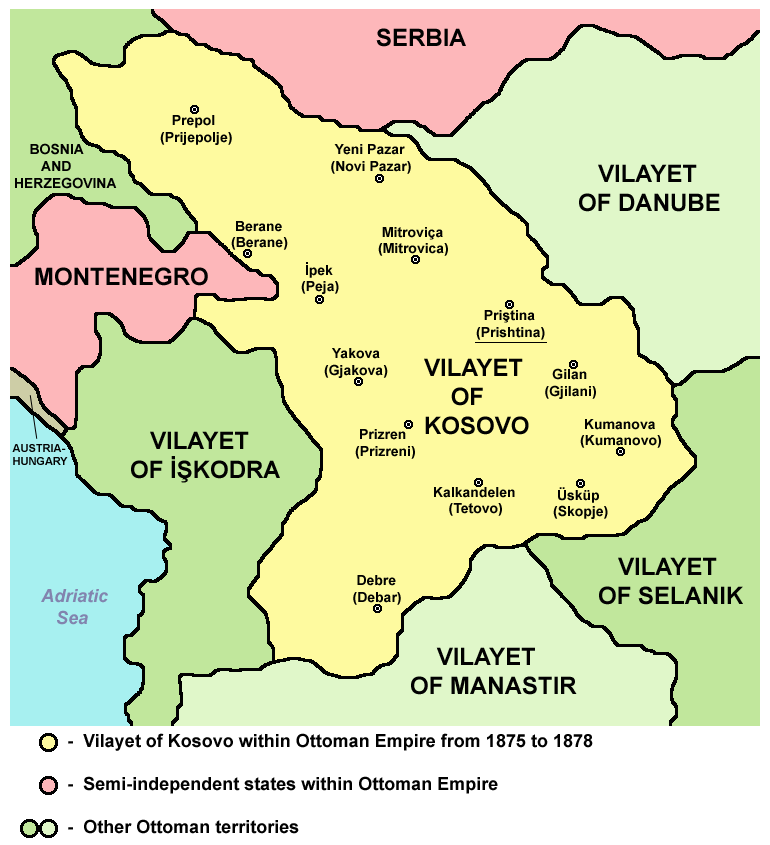
El vilayat de Kosovo entre 1875 i 1878

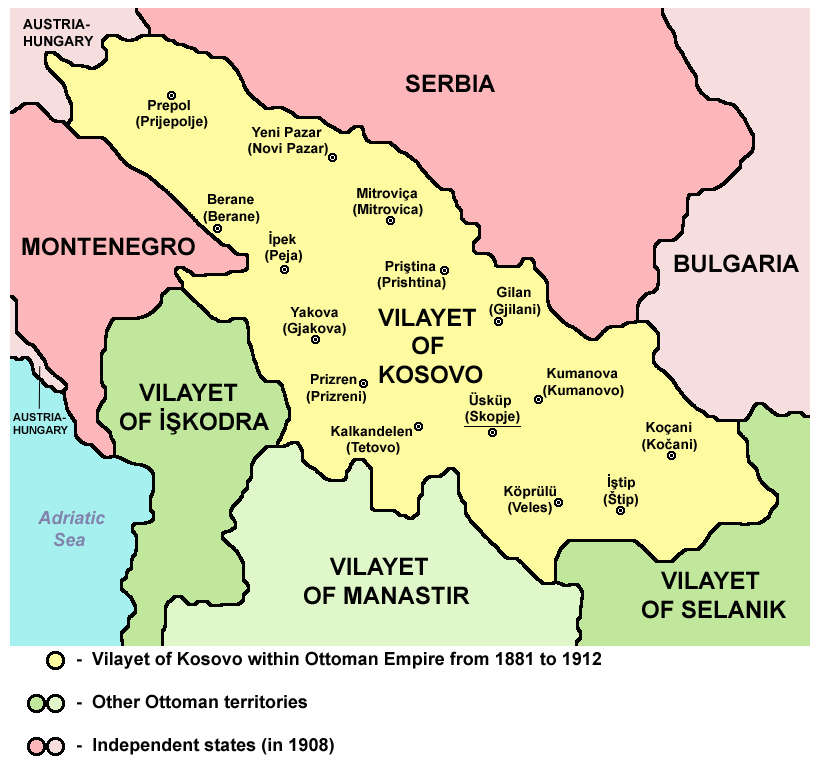
Vilayat de Kosovo, 1881-1912

Els otomans van destruir el poder del Bushatli el 1831. Kosovo va romandre un sandjak fins al 1877, quan es va constituir en vilayat incloent-hi les regions de Nish i de Pristina i amb Sofia com a capital; el 1878, es va formar un Congrés Albanès per defensar els drets d'aquesta nacionalitat i crear un vilayat autònom de Kosovo amb Monastir com a capital; voluntaris albanesos manats per Süleyman Bokshi es van apoderar d'Uskub, Pristina i Mitrovitsa a l'inici del 1881, però a l'abril en foren expulsats per un exèrcit enviat des d'Istanbul manat per Derwish Pasha. Però, aprofitant el canvi polític del sultà, que va passar de la repressió a la indulgència, els albanesos es van apoderar a poc a poc de totes les poblacions fins a la plana de Kosovo. El 1888, el centre del vilayat fou traslladat a Uskub i el 1896 els límits foren ampliats, quedant amb 6 sandjaks: Uskub, Pristina, Senitsa, Ipek, Taslidja (Plevlie) i Pritzen.
Durant la Guerra dels Balcans, el general serbi Janković va ocupar Lab i el 23 d'octubre de 1912 tota la regió de Kosovo passava als serbis, i fou confirmat pel tractat de Londres de 30 de maig de 1913, que va posar final a la guerra. En aquest moment, la població de Kosovo s'estimava en un milió de persones, de les quals tres quarts eren musulmans turcs i albanesos i la resta serbis i búlgars cristians.
Després de la I Guerra mundial, va formar part del Regne dels Serbis, Croats i Eslovens, i es va iniciar una política d'eslavització que va provocar la sortida de molts albanesos i turcs cap Albània i Turquia. La regió no va tenir entitat administrativa fins a la Iugoslàvia sorgida de la II Guerra mundial.

### Entitat política i territorial
Denominacions oficials de la regió:
- Àrea autònoma de Kosovo-Metohija (1945 - 1963)
- Província Autònoma de Kosovo i Metohija (1963 - 1968)
- Província Socialista Autònoma de Kosovo (1968 - 1989)
- Província Autònoma de Kosovo i Metohija (1989 - 1990)

En resposta a la supressió de l'autonomia, els kosovars van declarar la independència el 2 de juliol de 1990, i el maig de 1992 Ibrahim Rugova fou elegit president; aquesta república paral·lela només fou reconeguda per Albània. El 1999, després de diversos incidents, l'OTAN va exigir la retirada sèrbia i el territori fou ocupat i posat sota administració de les Nacions Unides. La República de Rugova fou dissolta el 2000, quan va entrar en vigor l'administració de la United Nations Interim Administration Mission in Kosovo (UNMIK).
El complex mapa ètnic de la regió ha inclòs llatins, turcs, aromanesos, romanesos, goranis (musulmans eslaus), circasians, jueus i gitanos, a banda de serbis i albanesos.

### Guerra de Kosovo
La Guerra de Kosovo o conflicte de Kosovo és sovint utilitzat per a descriure dos conflictes que van tenir lloc un seguit de l'altre amb un cert solapament (una guerra civil seguida d'una guerra internacional), al sud de la província Sèrbia anomenada Kosovo (oficialment Kosovo i Metohija), part de l'antiga Iugoslàvia. Els dos conflictes van ser:
1. 1996-99: conflicte de guerrilla entre els separatistes albanesos i les forces de seguretat sèrbies i iugoslaves, on els albanesos s'autodenominaven moviment separatista mentre que les forces sèrbies els deien terroristes.
2. 1999: Guerra entre Iugoslàvia i les forces de l'OTAN entre el 24 de març i el 10 de juny de 1999, període durant el qual les forces de l'OTAN van realitzar bombardeigs continus contra objectius iugoslaus en l'operació Força Aliada. Els combatents albanesos van continuar atacant les forces sèrbies i els civils serbis de Kosovo, mentre que les forces sèrbies i iugoslaves van continuar atacant els rebels i produint desplaçaments massius de població, amb vista a millorar la seva situació a l'hora d'un cessament del foc.

### Independència de Kosovo

Estats que reconeixen oficialment la independència de Kosovo
Altres estats

El 17 de febrer de 2008, els 109 diputats del parlament de Kosovo van aprovar la declaració d'independència unilateral respecte de Sèrbia. El procés va rebre el suport dels Estats Units i d'una majoria dels estats membres de la Unió Europea, que no ha adoptat una posició comuna. Al Consell de Seguretat de l'ONU, Rússia i Xina es mostren contràries al fet que la secessionista província sèrbia esdevinga l'estat número 193.
El juliol del 2010 el Tribunal Internacional de la Haia va dictar sentència establint que la declaració unilateral i la independència d'un país no vulnera cap llei internacional.
El dia 10 de setembre de 2012 el Grup Internacional de Supervisió de Kosovo (GIS) va donar oficialment per acabada la seva tasca al país. En la pràctica, el parlament de Pristina ho va celebrar com la consecució de la "plena sobirania".

### Després de la declaració d'independència

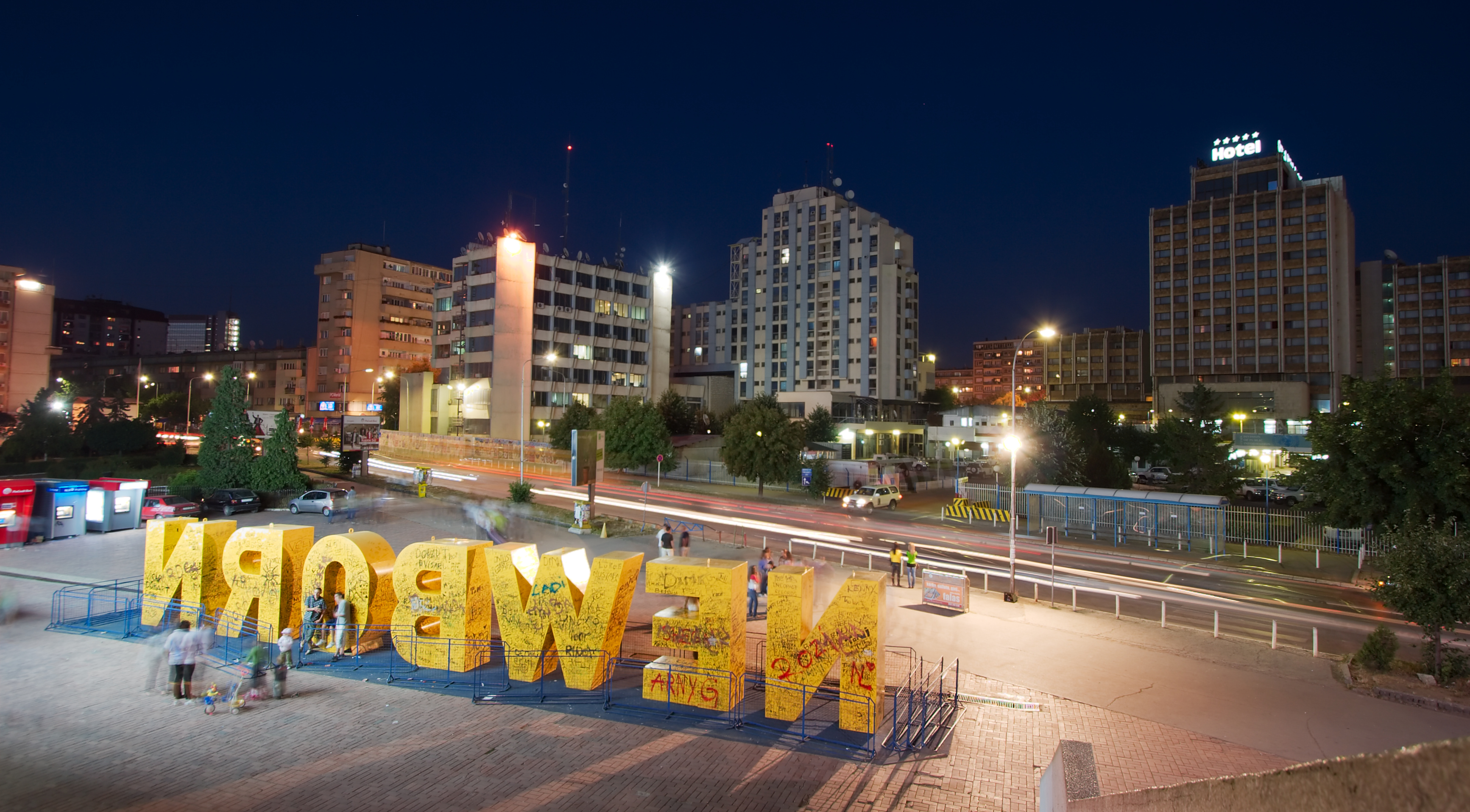
El monument del newborn es va donar a conèixer amb motiu de la celebració de la declaració de independència de Kosovo de 2008 proclamada el mateix dia 17 de febrer de 2008, Pristina

A partir del 13 de novembre de 2019, 112 estats de l'ONU reconeixen la seva independència, inclosos tots els seus veïns immediats, a excepció de Sèrbia. Tot i això, 11 estats van retirar el reconeixement de la República de Kosovo. Des de la declaració de la independència s'ha convertit en membre de les institucions internacionals com el Fons Monetari Internacional i el Banc Mundial, encara que no de les Nacions Unides.
La minoria sèrbia de Kosovo, que s'oposa en gran manera a la declaració d'independència, ha format l'Assemblea Comunitària de Kosovo i Metohija en resposta. La creació de l'assemblea va ser condemnada pel president de Kosovo, Fatmir Sejdiu, mentre que UNMIK va dir que l'assemblea no és un tema seriós perquè no tindrà un paper operatiu. El 8 d'octubre de 2008, l'Assemblea General de les Nacions Unides va resoldre, a proposta de Sèrbia, demanar a la Cort Internacional de Justícia que emetés un dictamen consultiu sobre la legalitat de la declaració d'independència de Kosovo. L'opinió consultiva, que no és vinculant per a les decisions dels estats de reconèixer o no reconèixer Kosovo, es va pronunciar el 22 de juliol de 2010, considerant que la declaració d'independència del Kosovo no violava cap dels principis generals del dret internacional, que no prohibeixen les declaracions unilaterals. d'independència, ni de dret internacional específic –en particular de l'UNSCR 1244– que no va definir el procés d'estat final ni va reservar el resultat a una decisió del Consell de Seguretat.
Un cert apropament entre els dos governs es va produir el 19 d'abril de 2013, quan les dues parts van arribar a l'Acord de Brussel·les, un acord intermediari de la UE que permetria a la minoria sèrbia de Kosovo disposar de la seva pròpia policia i un tribunal d'apel·lació. L'acord encara no ha de ratificar cap dels dos parlamentaris.
Arran de la crisi russo-ucraïnesa de 2021-2022 i la posterior invasió russa d'Ucraïna del 2022, el govern de Kosovo ofereix als Estats Units d'Amèrica establir una base militar nord-americana al país i sol·licita novament i de forma "accelerada" la seva entrada a l'Organització del Tractat de l'Atlàntic Nord per "garantir la pau, la seguretat i l'estabilitat als Balcans occidentals". En l'actualitat, encara 4 membres de l'OTAN no reconeixen la independència de la República de Kosovo.